# لا روش-سور-یون
لا روش-سور-یون (به فرانسوی: La Roche-sur-Yon) شهری در شهرستان وانده در ناحیه پیی دو لا لوآر با جمعیت ۵۰٬۷۱۷ نفر در کشور فرانسه واقع شده‌است

## نگارخانه

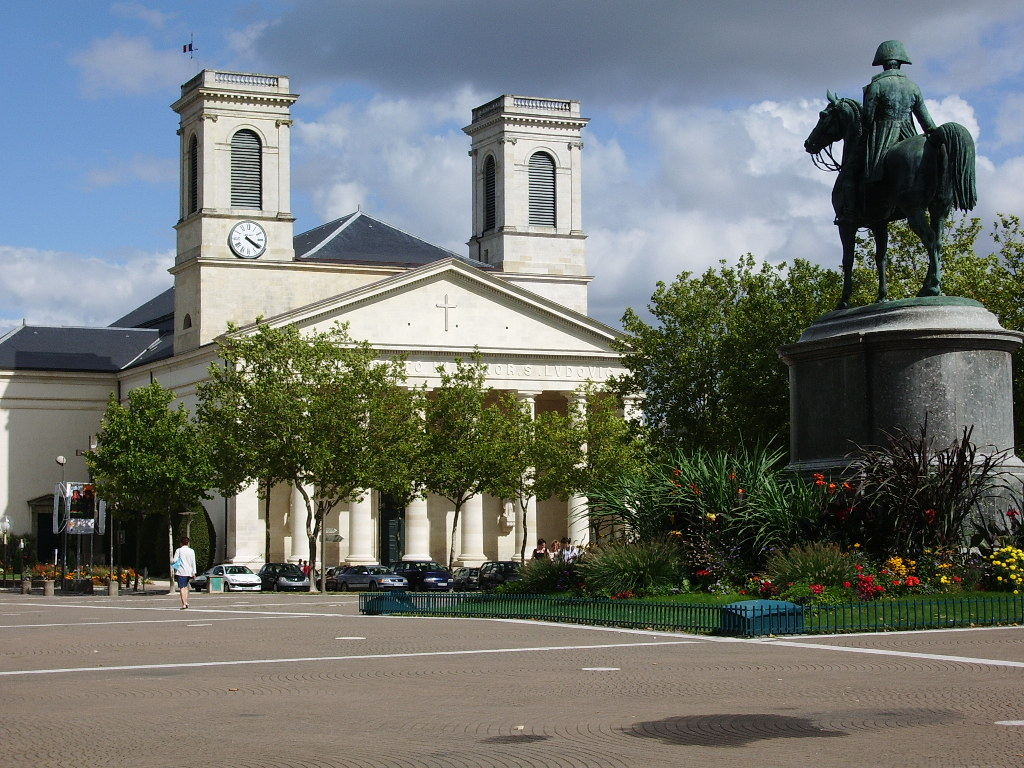
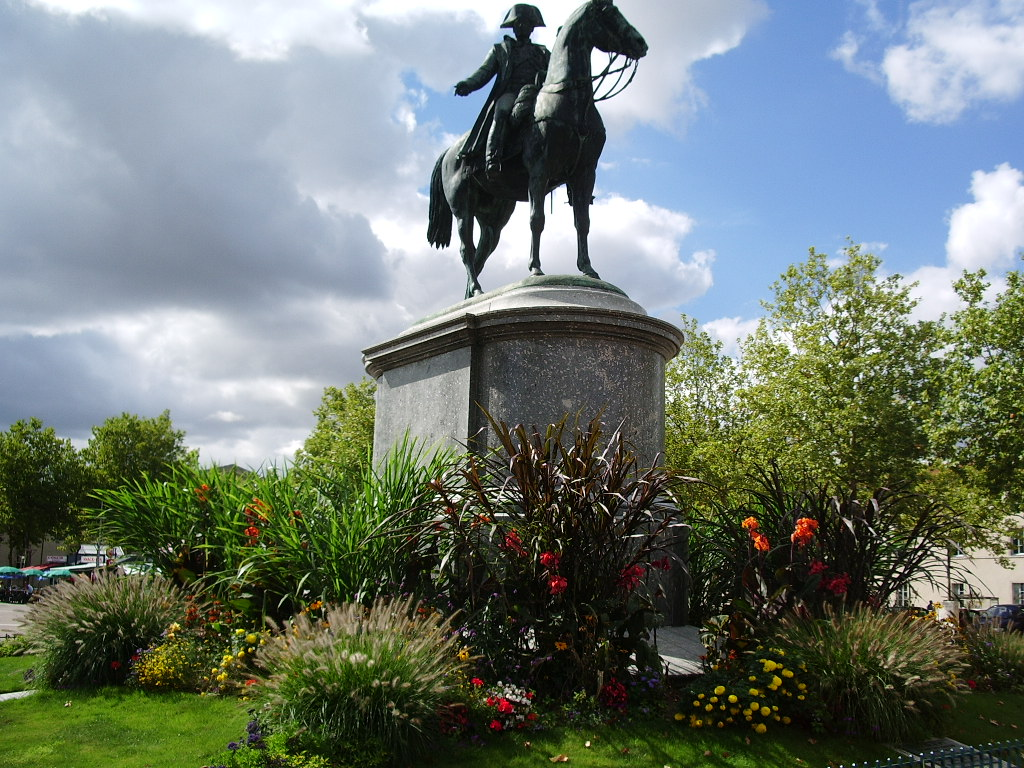
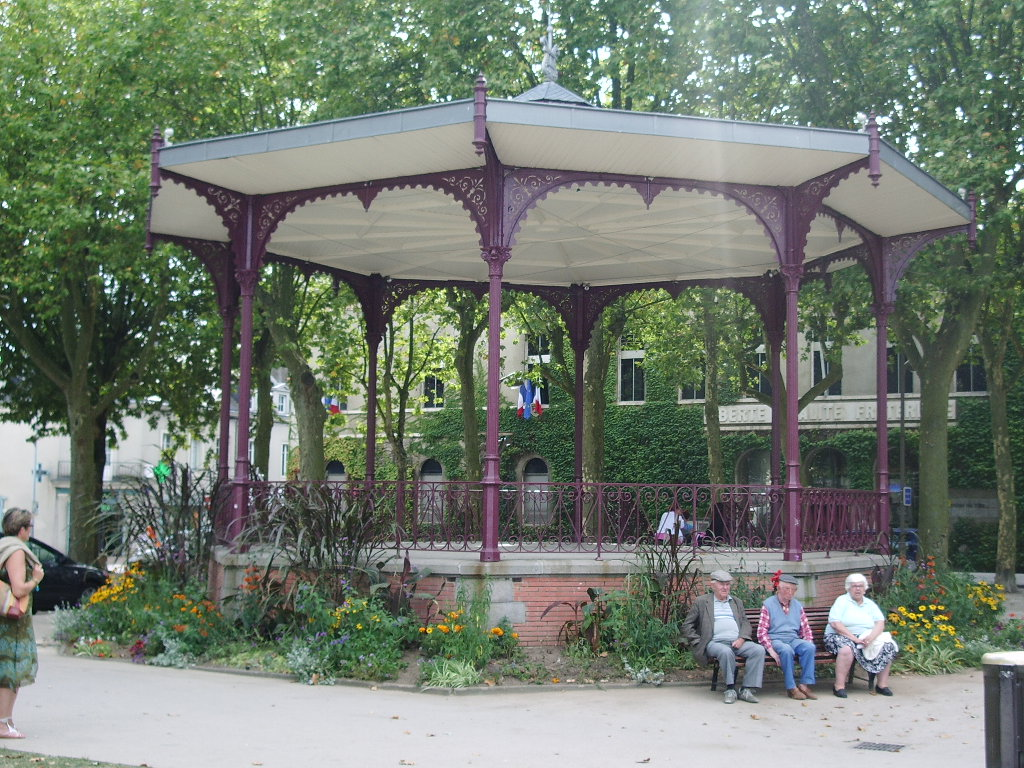
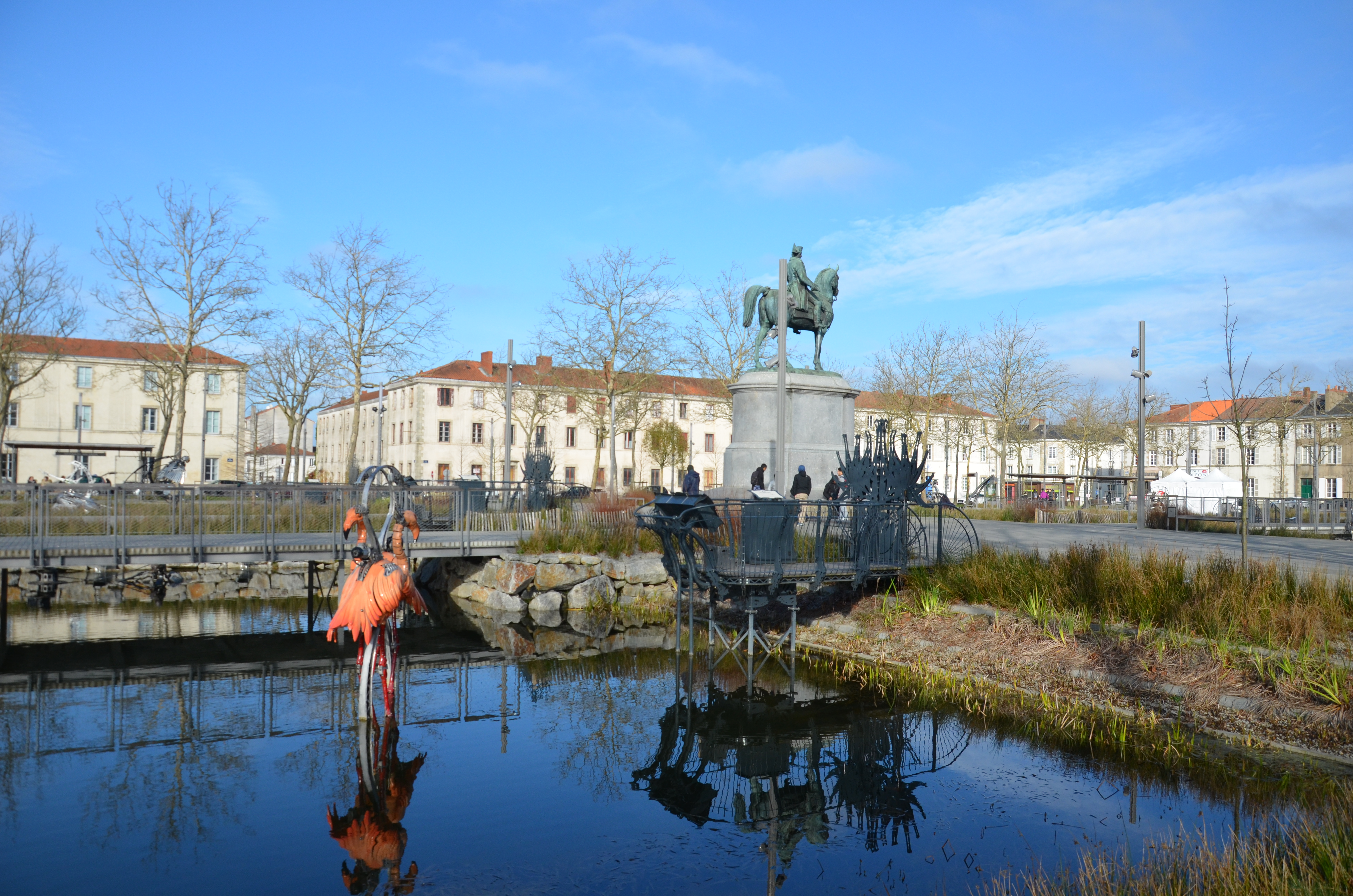
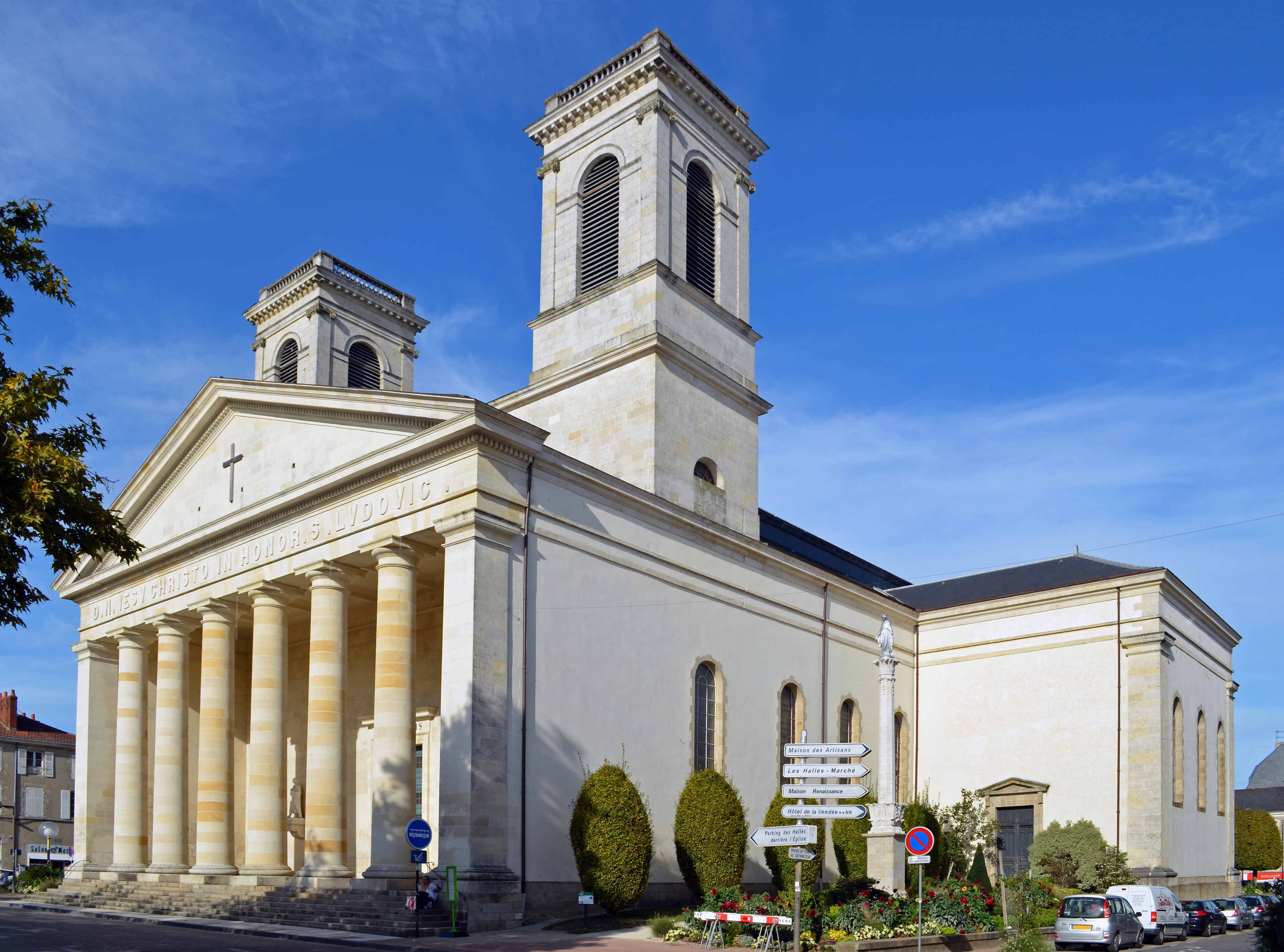
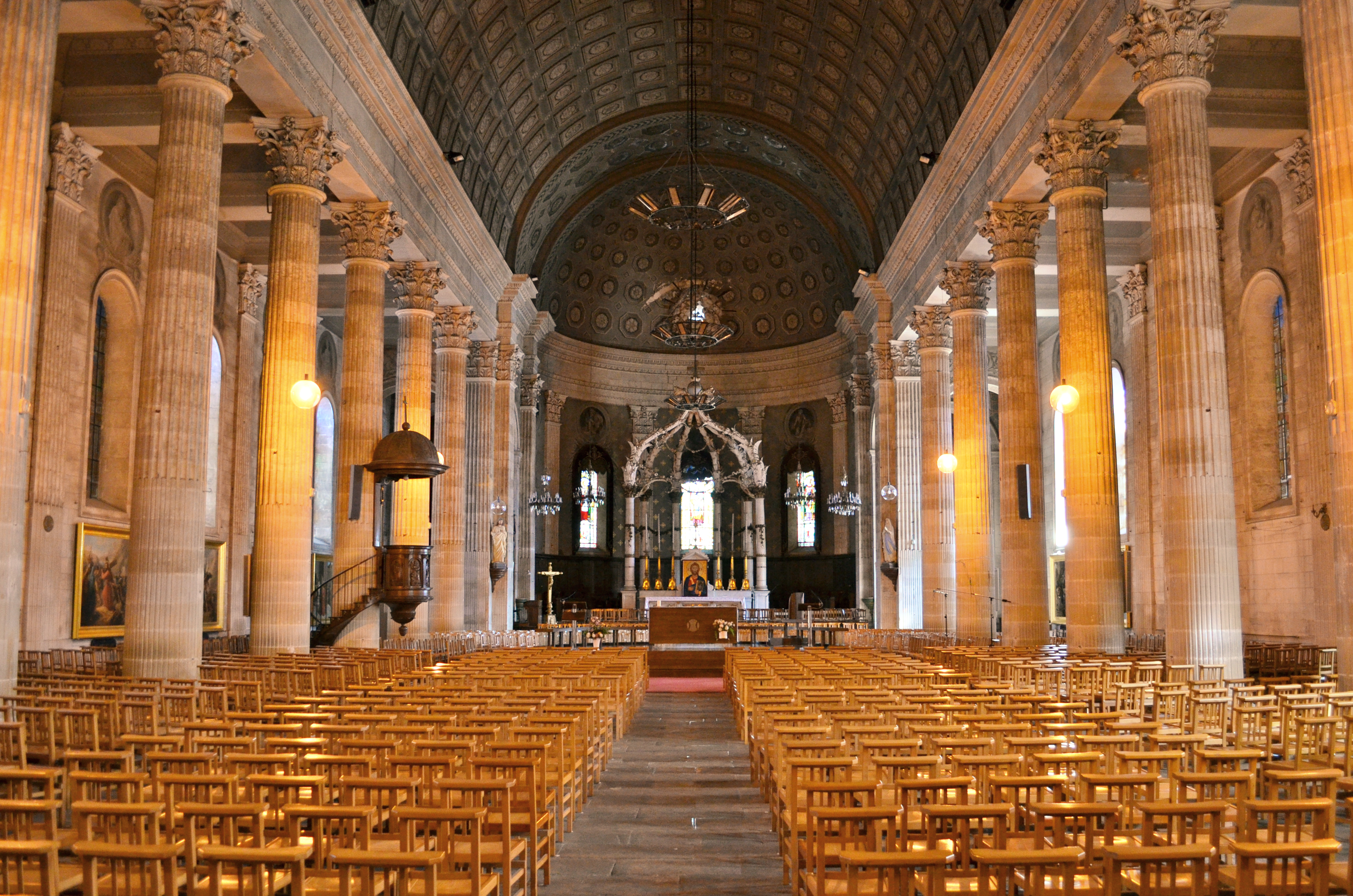
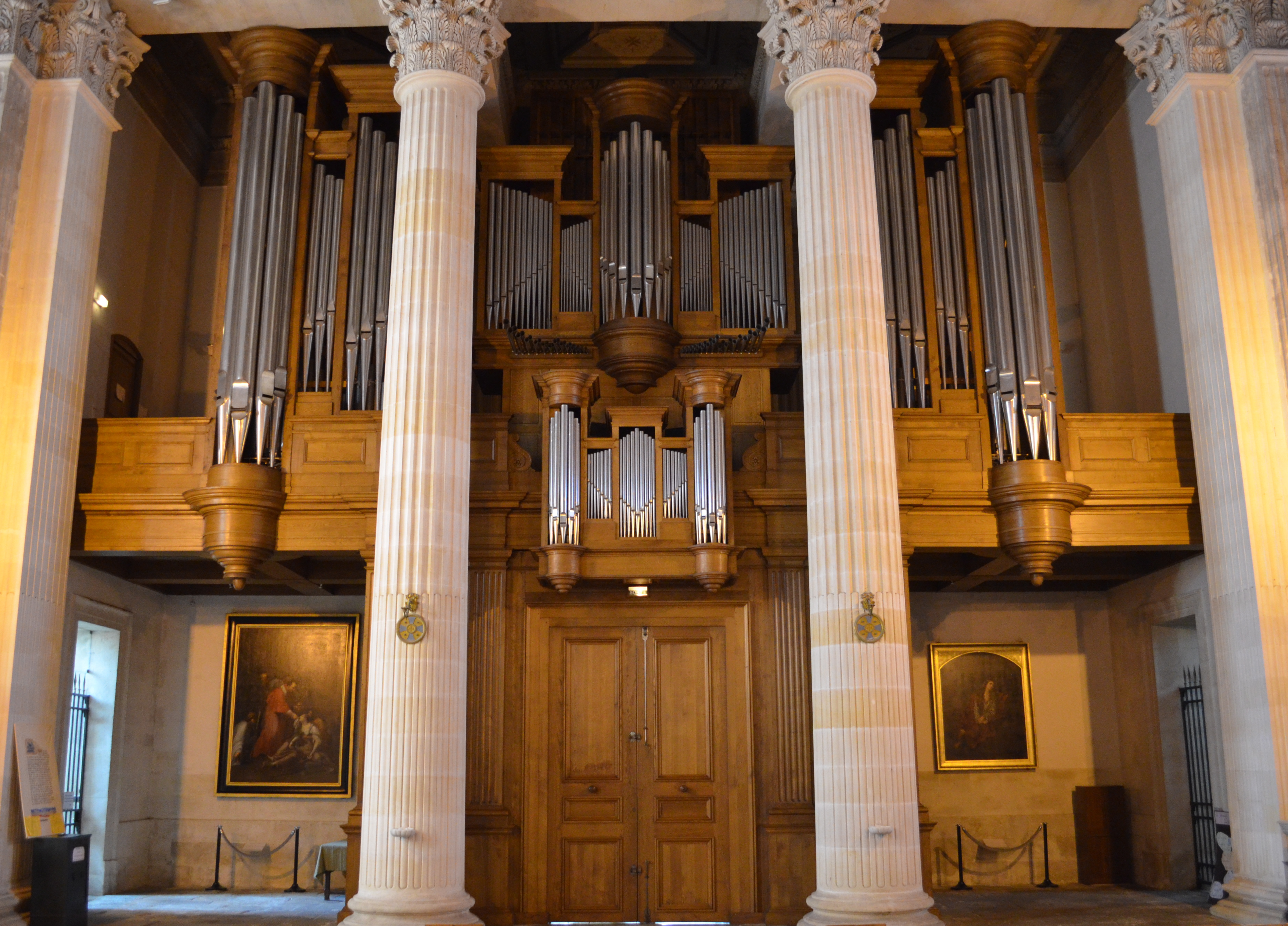
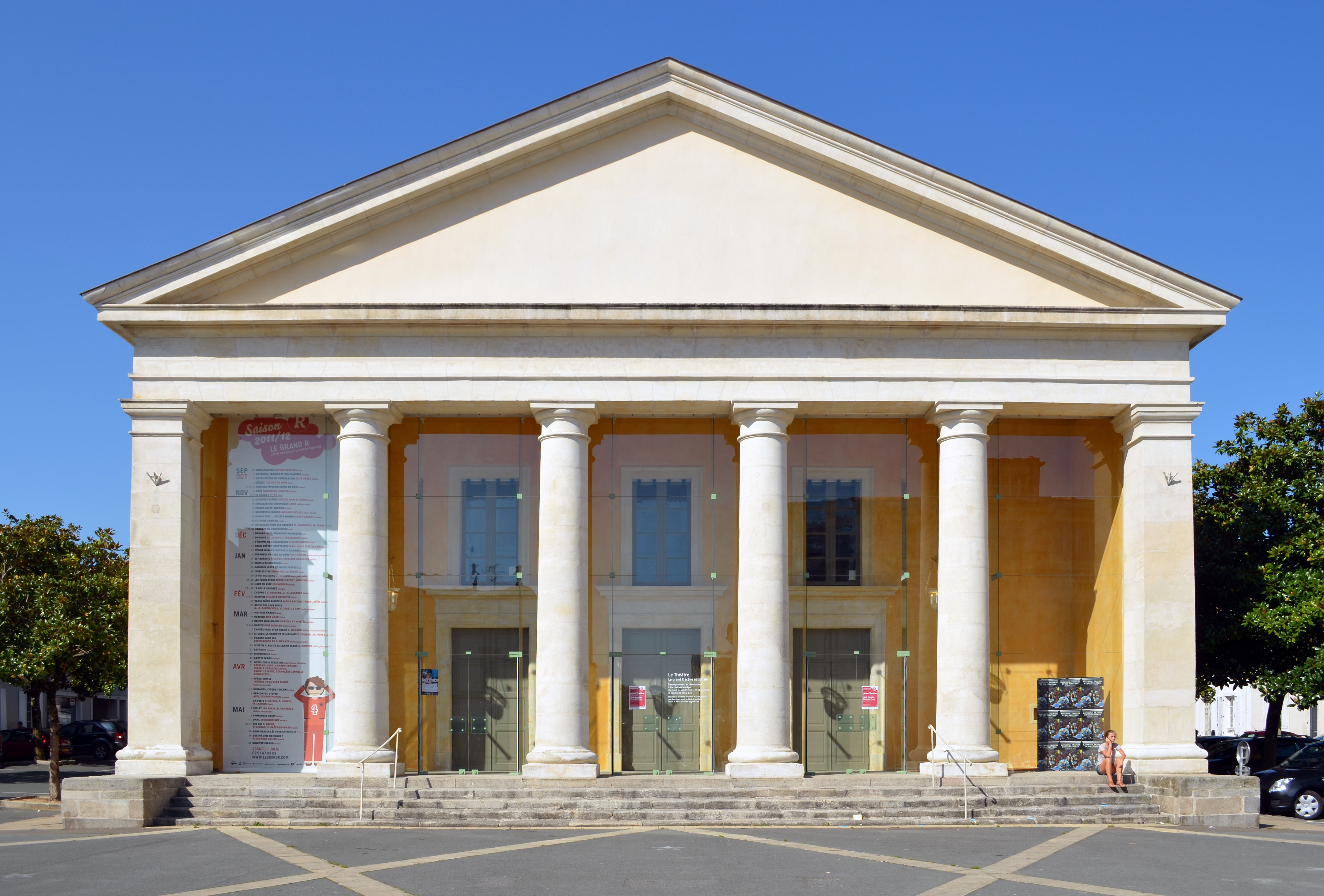
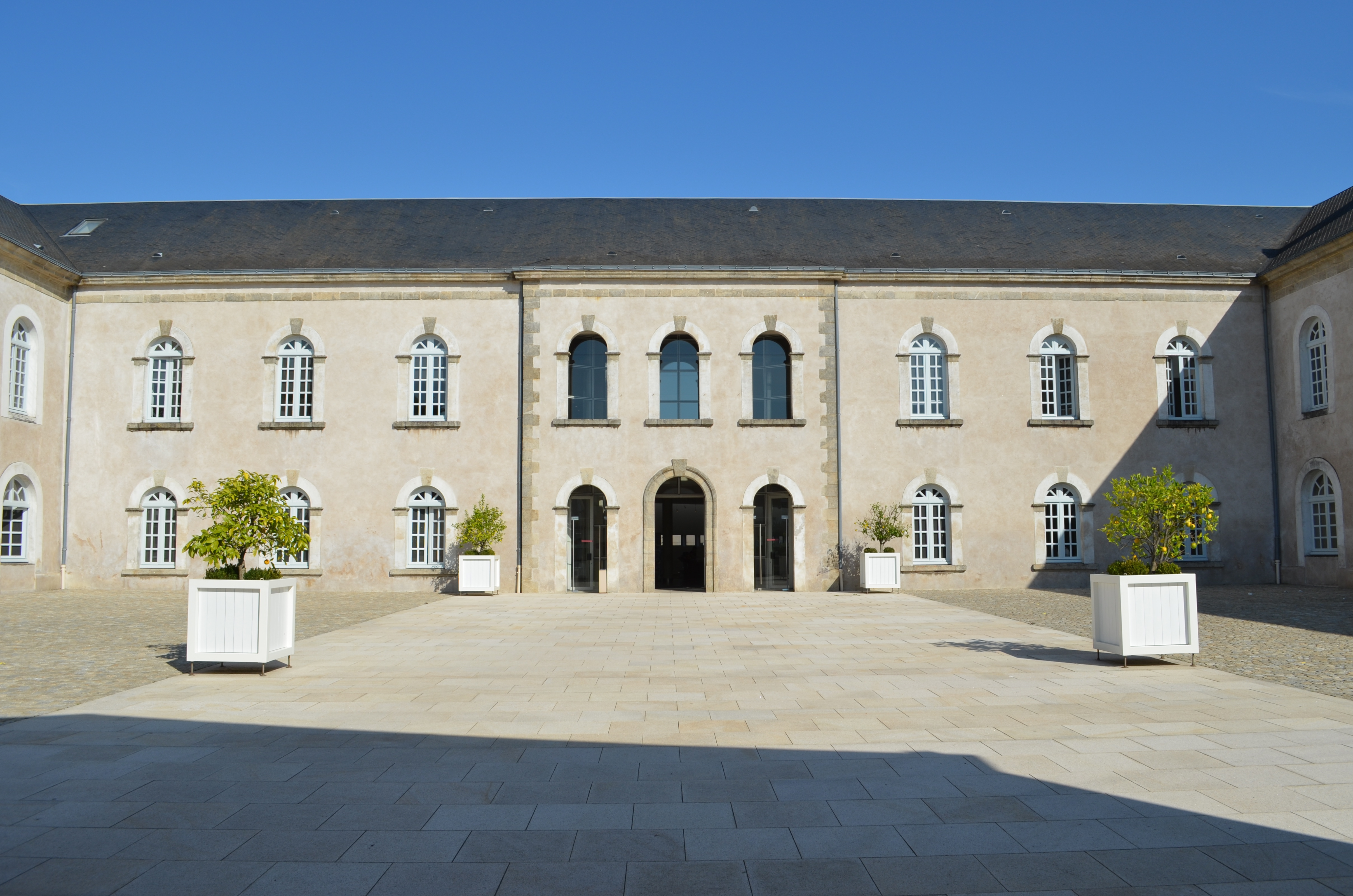
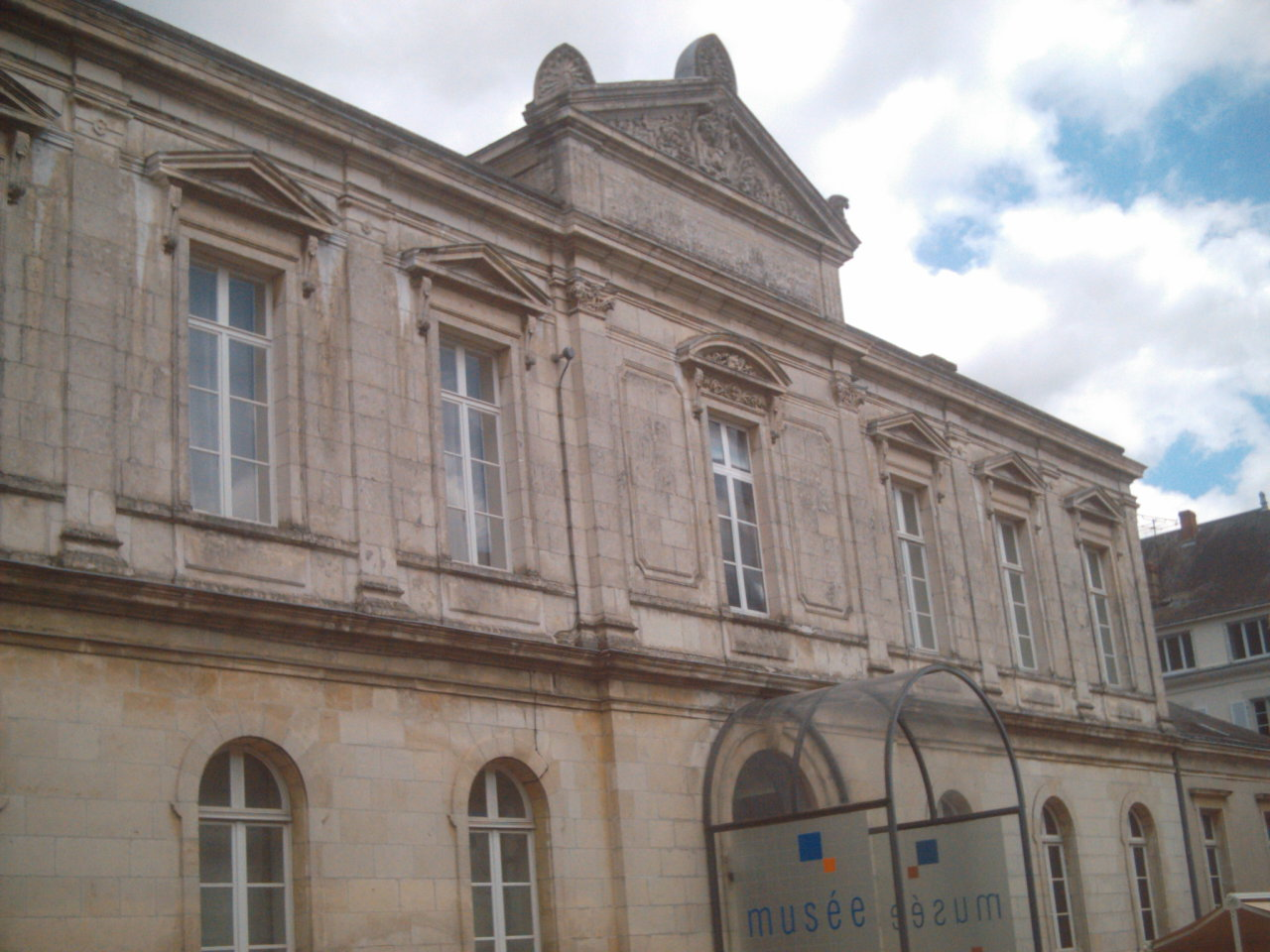
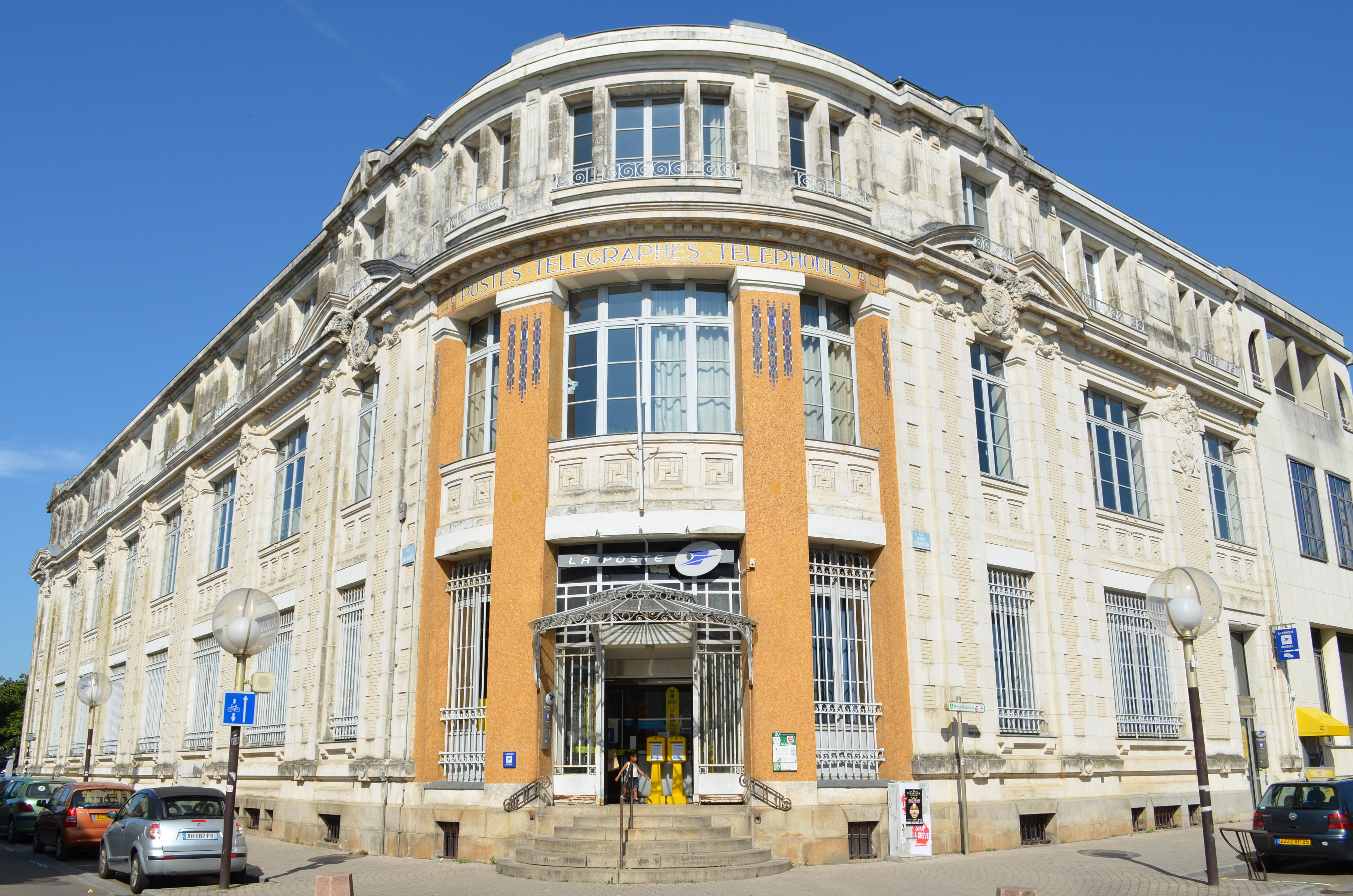
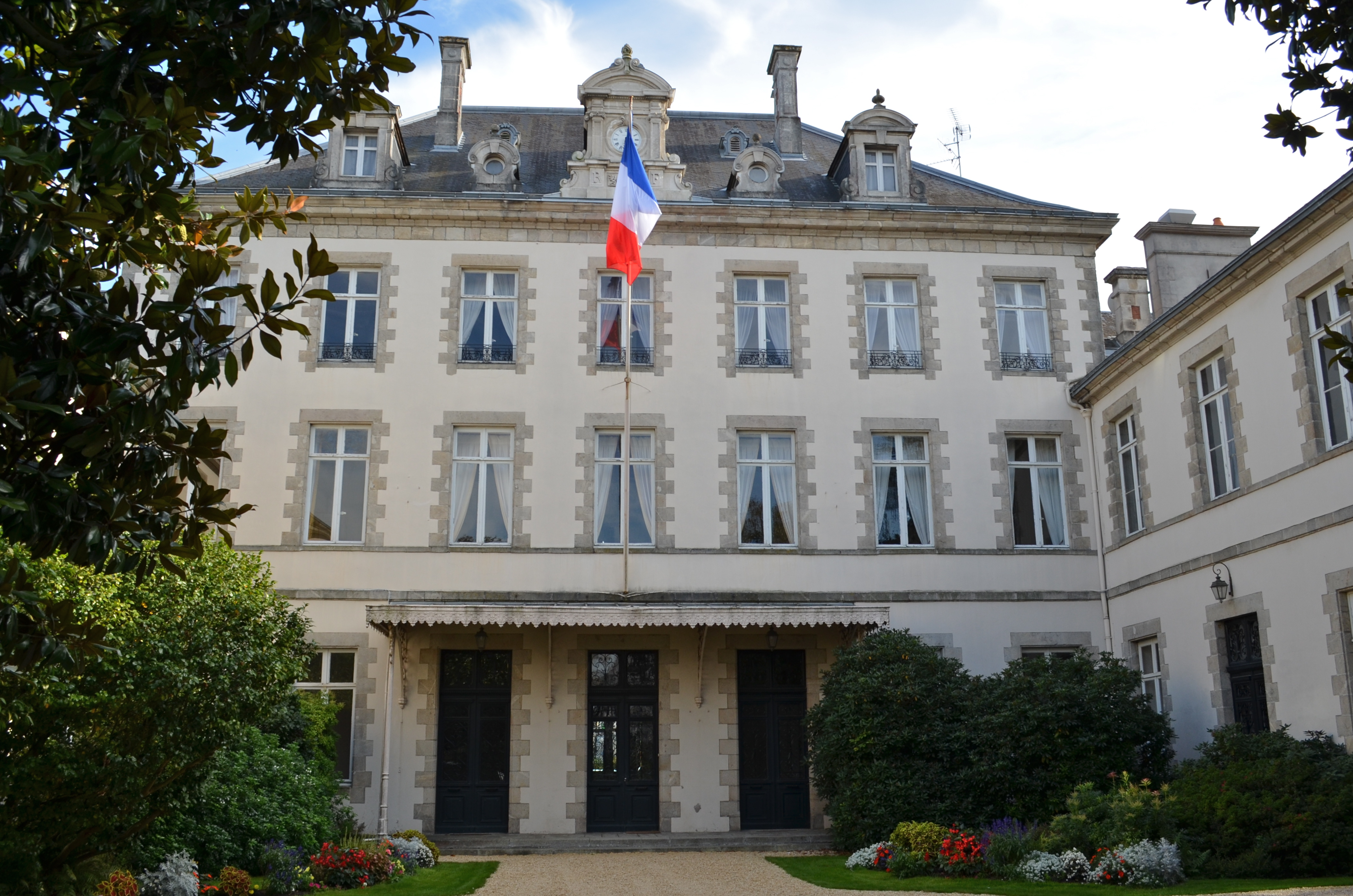
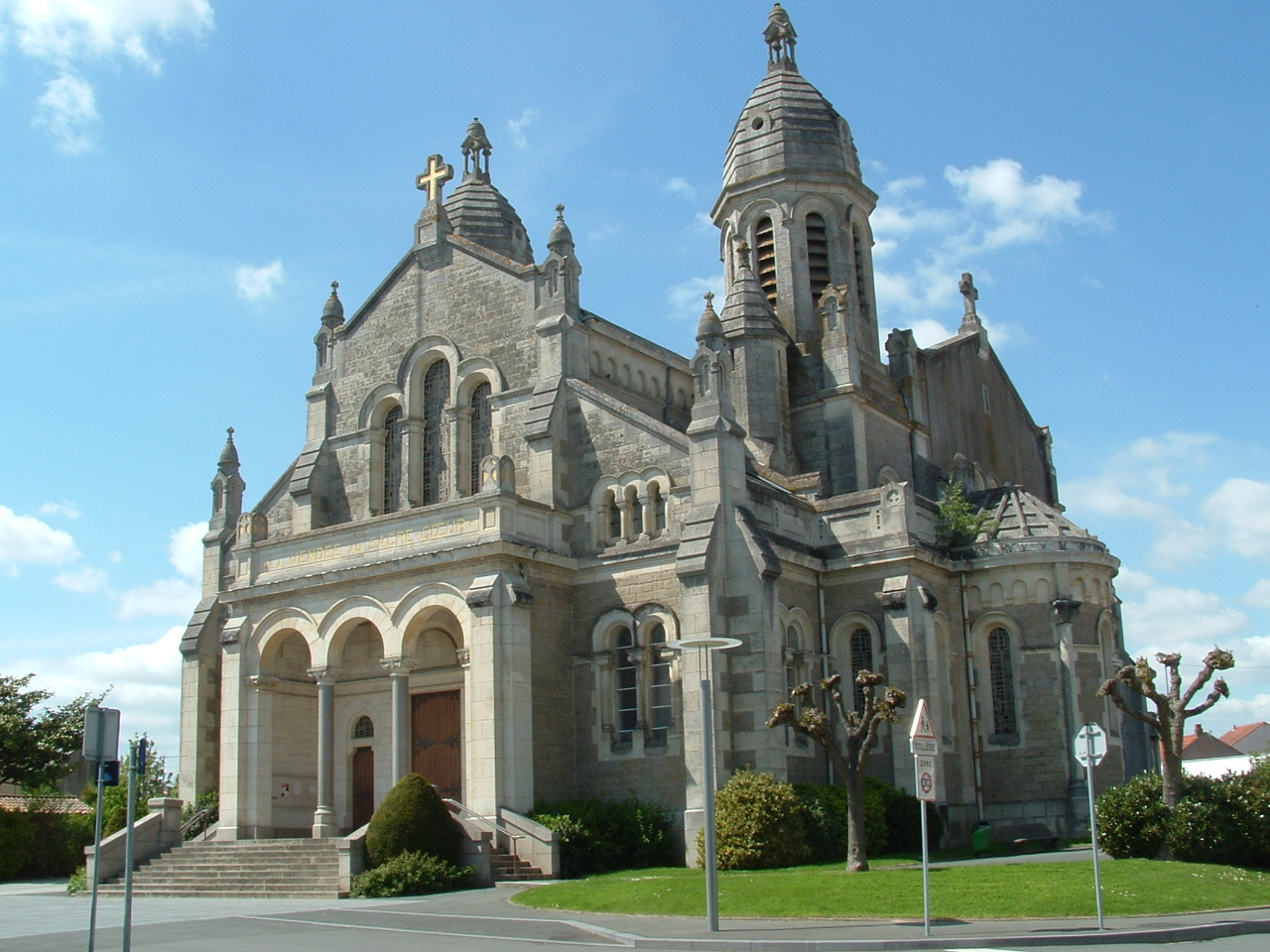
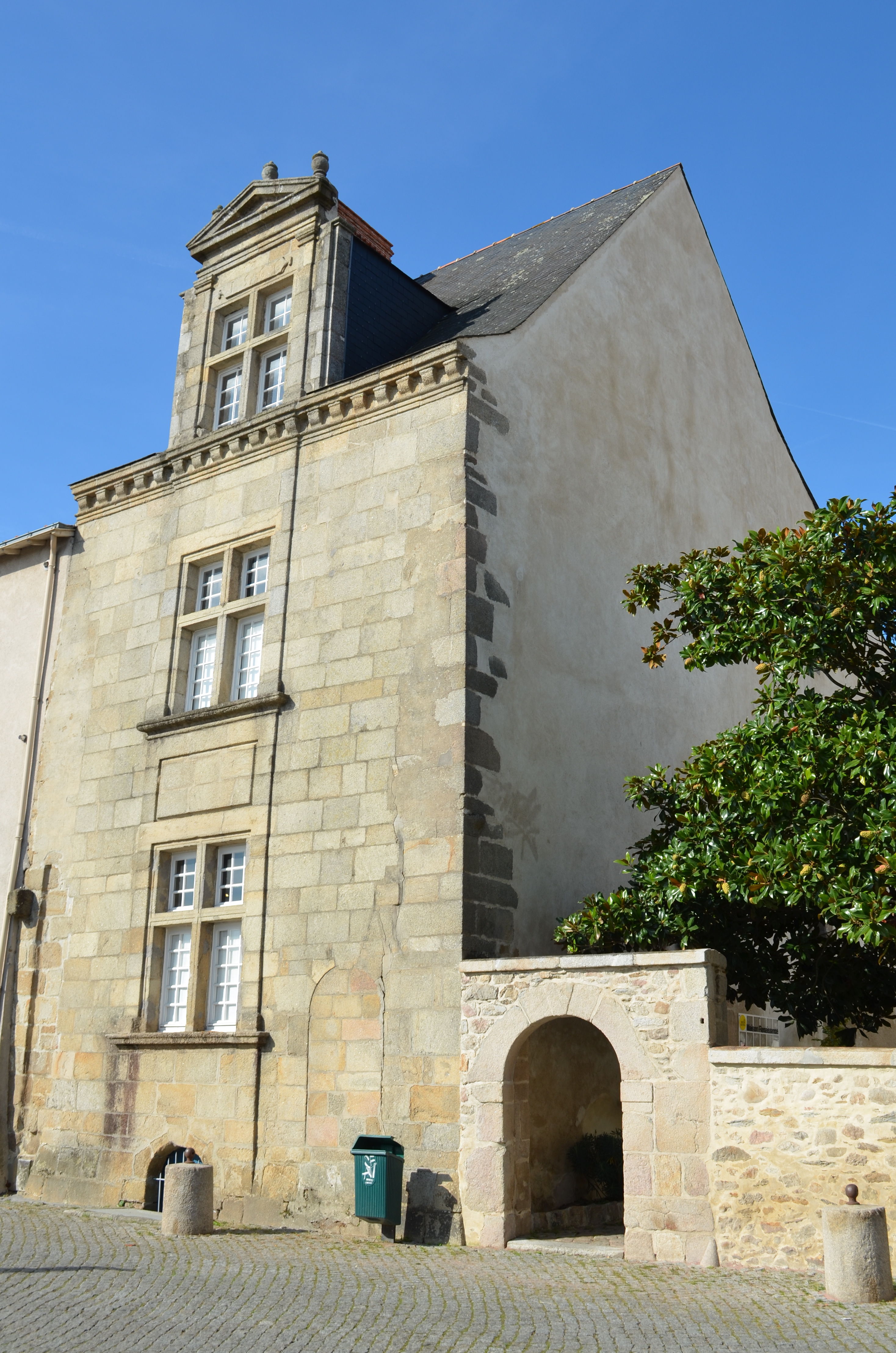
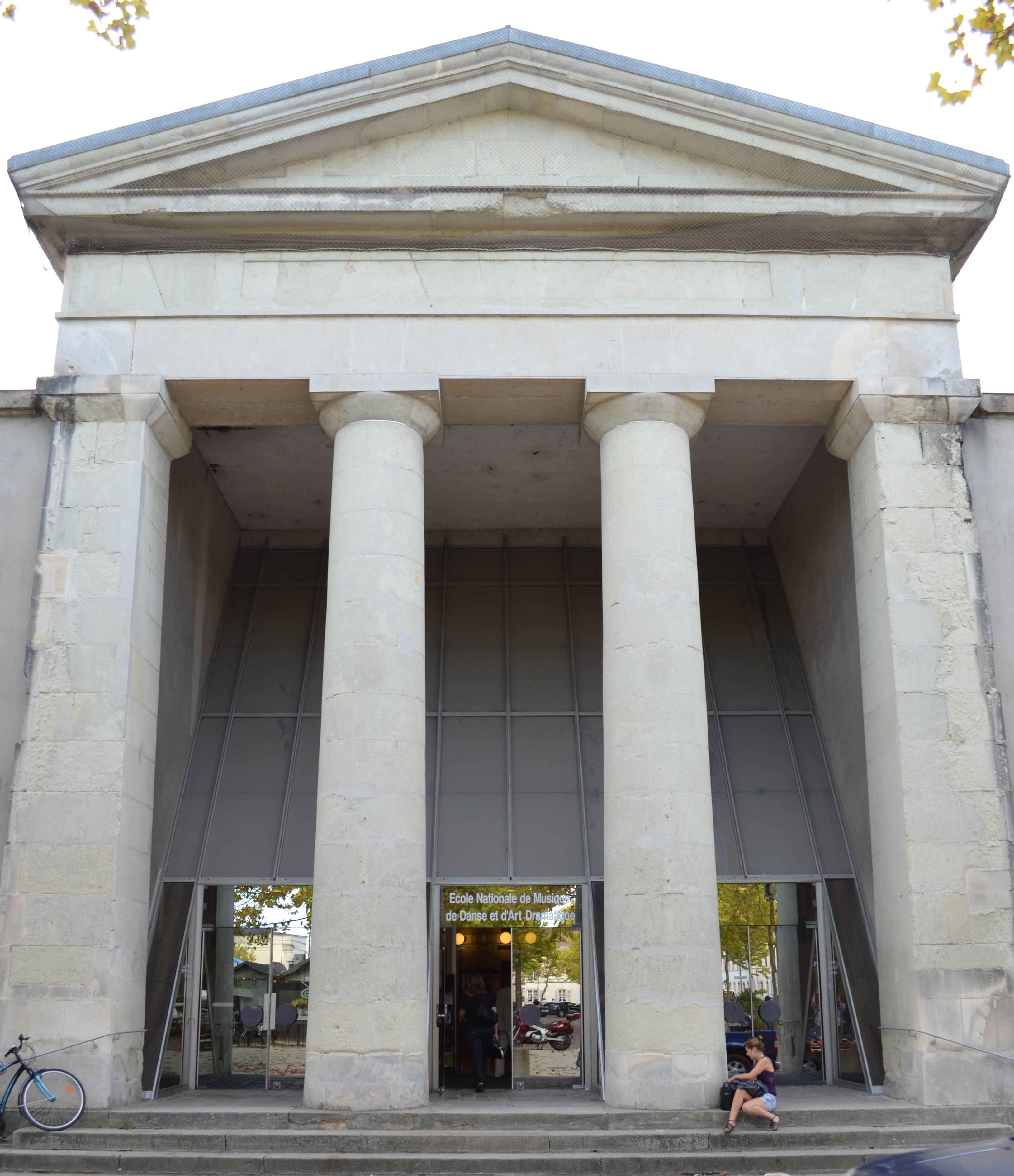
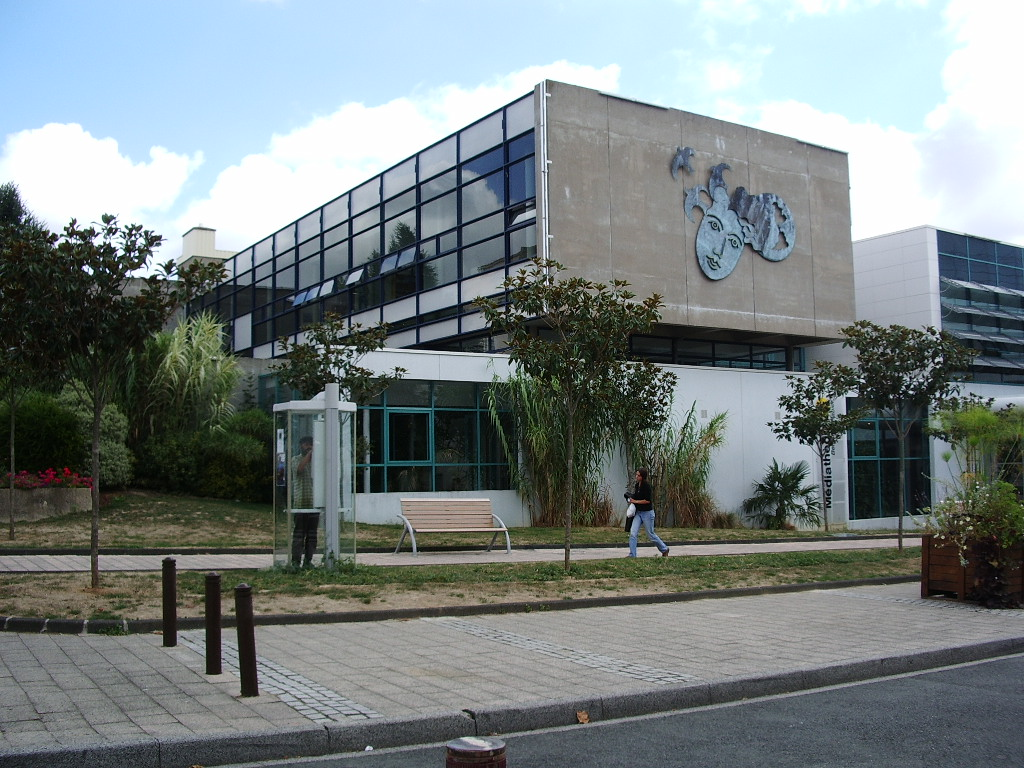
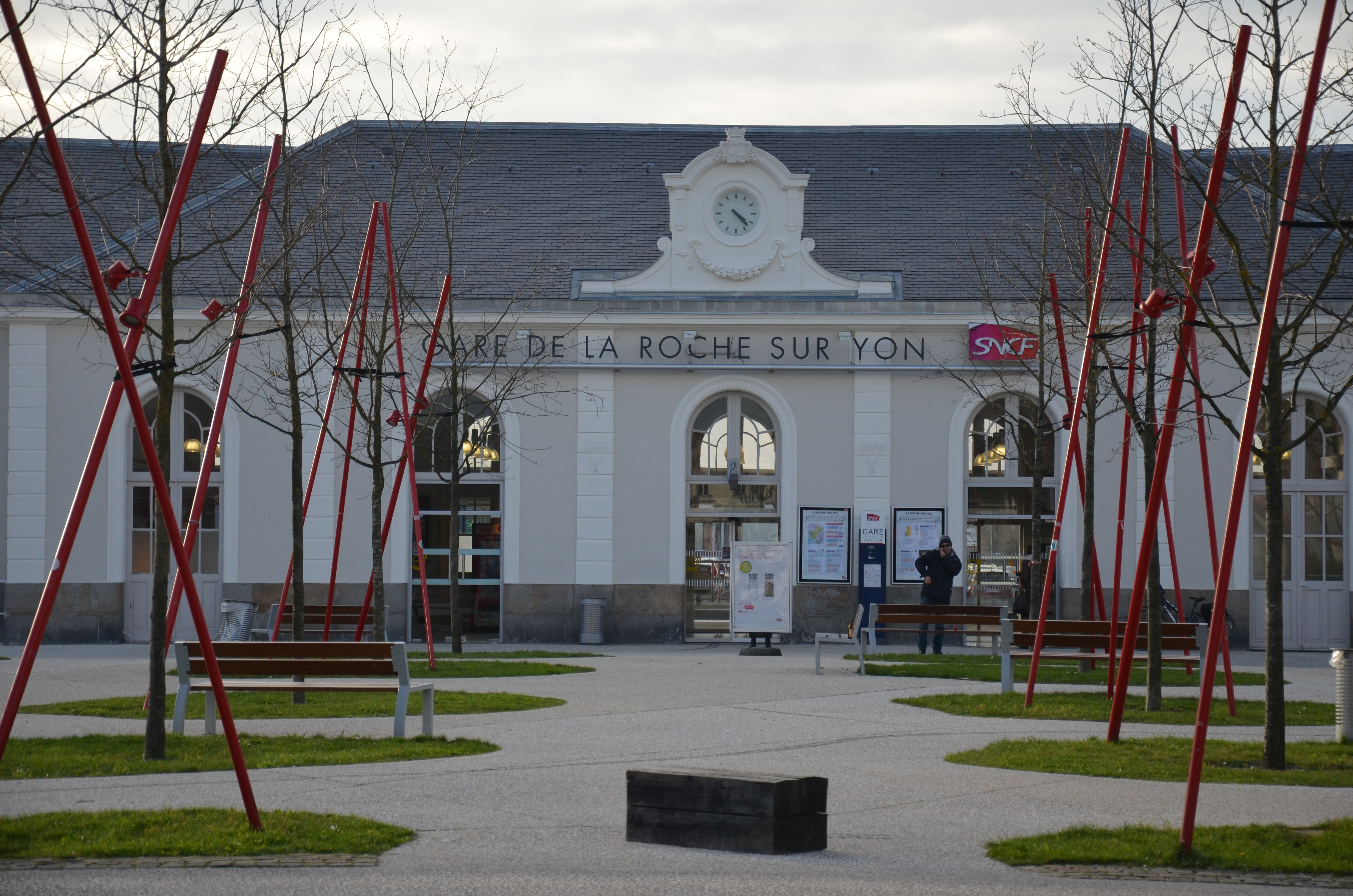
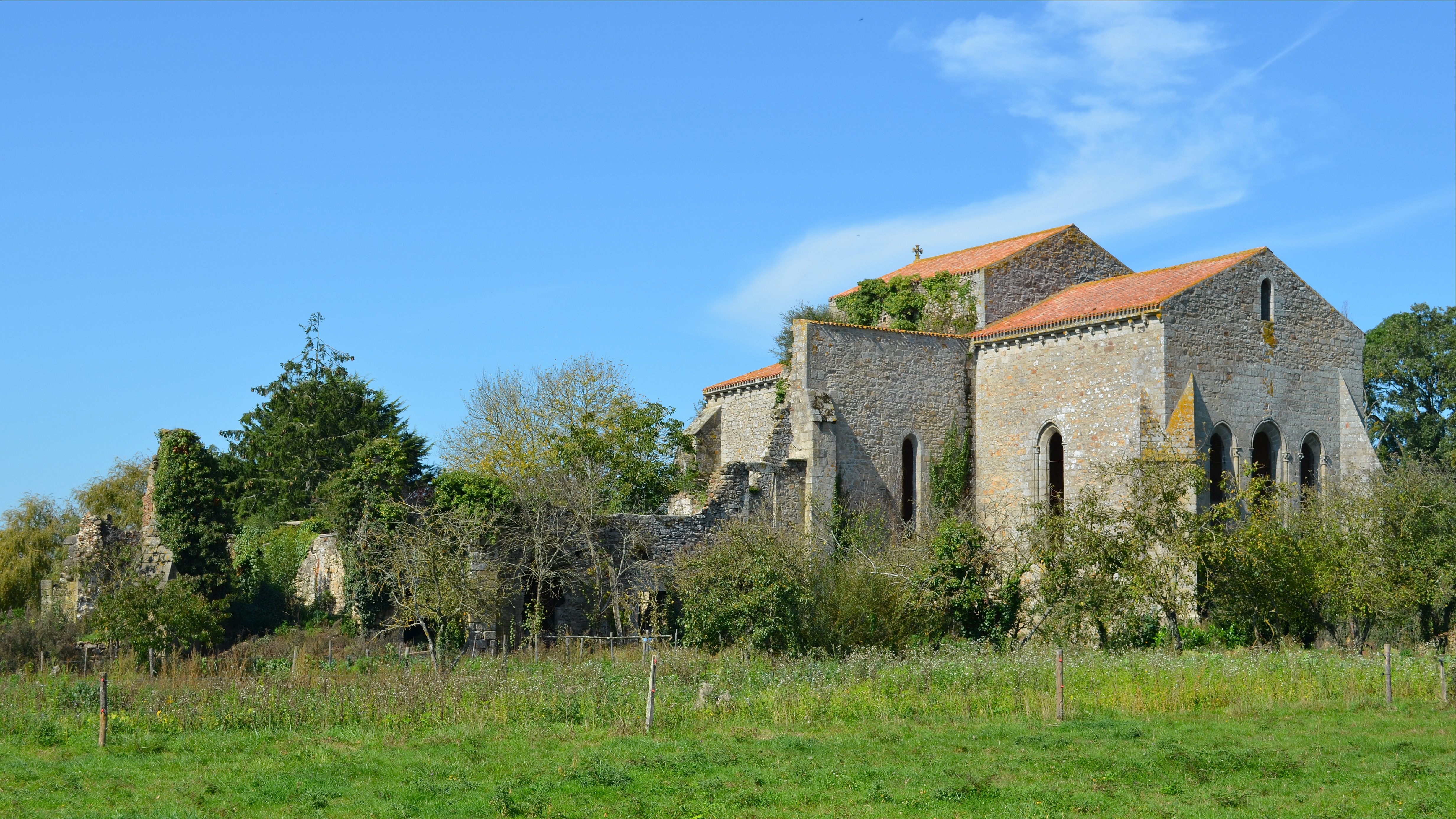